# Saison 12 de Secret Story
 (juin 2024).
Si vous disposez d'ouvrages ou d'articles de référence ou si vous connaissez des sites web de qualité traitant du thème abordé ici, merci de compléter l'article en donnant les références utiles à sa vérifiabilité et en les liant à la section « Notes et références ».
 (juin 2025).
La douzième saison de Secret Story est une émission française de téléréalité présentée par Christophe Beaugrand, diffusée sur TF1 du 23 avril 2024 au 18 juin 2024. Le gagnant est Alexis André Jr., lequel remporte la somme de 105 313 €.

## Description
Secret Story est une émission française de téléréalité présentée par Christophe Beaugrand. Produite par Endemol France, c'est une déclinaison du Big Brother.
Le 27 octobre 2023, TF1 annonce le retour du programme pour l'année 2024 après sept ans d'absence. Le 29 octobre 2023, ayant déjà présenté la plupart des précédentes saisons, Benjamin Castaldi annonce qu’il n'est pas l'animateur de cette nouvelle saison. La présentation est assurée par Christophe Beaugrand. Ce dernier a déjà assuré l'animation du programme de la saison 9 (2015) à la saison 11 (2017).
Le 2 avril 2024, le groupe TF1 déclare que la saison 12 débute le mardi 23 avril 2024 à 23 h 30.
Le 22 avril 2024, Dominique Duforest (La Voix) annonce lors d'une courte vidéo publiée par TF1 sur les réseaux sociaux son départ de l'émission après onze saisons. Cette retraite s'est avérée simulée, contribuant au secret commun des habitants : « Nous sommes les habitants de la fausse maison ».

## Format

### Lamaison des secrets
La maison des secrets (jusqu'alors localisée à La Plaine Saint-Denis) est maintenant établie sur un entrepôt de la zone d'activités du Technoparc de Poissy dans les Yvelines, et devient la plus grande de l'histoire du jeu avec 1 000 m2 de superficie, dont 200 m2 aménagés en vaste zone de jeu et 73 caméras. Cette nouvelle salle dédiée est appelée à jouer un rôle central dans le déroulement de la compétition, la Voix y soumettant les candidats à divers défis,.

### Diffusion
En parallèle, le dispositif de diffusion opère une rupture avec celui des précédentes promotions de Secret Story. Si l'émission quotidienne est maintenue (du lundi au vendredi à 17 h 30 et le samedi à 17 h 15), il n'y a pas d'émission hebdomadaire en deuxième partie de soirée, hormis pour le lancement et la finale. L'élimination des candidats se déroule à l'issue de la quotidienne du vendredi, qui est en public depuis le plateau attenant à la maison. Cette quotidienne est immédiatement suivie d'un After Secret diffusé sur TFX. Outre l'émission quotidienne, quatre heures de live par jour (10 h - 12 h et 20 h - 22 h) sont proposées sur TF1+,.

### Prime de lancement
L'émission de lancement de la saison 12 de Secret Story est diffusée sur TF1 le 23 avril 2024 à 23 h 30.

## Candidats
Vingt-deux mille candidatures pour participer à cette saison ont été envoyées.
| Candidat    | Âge    | Ville               | Entrée        | Statut                                                         | Réf(s). |
| ----------- | ------ | ------------------- | ------------- | -------------------------------------------------------------- | ------- |
| Alexis (en) | 27 ans | Londres             | 23 avril 2024 | Vainqueur (1 mois et 26 jours) le 18 juin 2024                 | [ 14 ]  |
| Lou         | 21 ans | Marseille           | 23 avril 2024 | Deuxième (1 mois et 26 jours) le 18 juin 2024                  | [ 15 ]  |
| Léo         | 22 ans | Toulouse            | 23 avril 2024 | Troisième (1 mois et 26 jours) le 18 juin 2024                 | [ 16 ]  |
| Maxence     | 30 ans | Madrid              | 23 avril 2024 | Quatrième (1 mois et 26 jours) le 18 juin 2024                 | [ 17 ]  |
| Perrine     | 22 ans | Madrid              | 23 avril 2024 | Éliminée par le public le 14 juin 2024 (1 mois et 22 jours )   | [ 18 ]  |
| Kelyan      | 36 ans | Gagny               | 23 avril 2024 | Éliminé par les habitants le 10 juin 2024 (1 mois et 18 jours) | [ 19 ]  |
| Zoé         | 24 ans | Namur               | 23 avril 2024 | Éliminée par les habitants le 9 juin 2024 (1 mois et 17 jours) | [ 20 ]  |
| Justine     | 26 ans | Besançon            | 24 avril 2024 | Éliminée par le public le 7 juin 2024 (1 mois et 15 jours )    | [ 21 ]  |
| Francesca   | 28 ans | Vérone              | 23 avril 2024 | Éliminées par le public le 31 mai 2024 (1 mois et 8 jours)     | [ 22 ]  |
| Charlène    | 26 ans | Cannes              | 23 avril 2024 | Éliminées par le public le 31 mai 2024 (1 mois et 8 jours)     | [ 23 ]  |
| Cameron     | 23 ans | Paris               | 23 avril 2024 | Éliminé par le public le 24 mai 2024 (1 mois et 1 jours)       | [ 24 ]  |
| Cassandra   | 19 ans | Marseille           | 23 avril 2024 | Éliminée par les habitants le 21 mai 2024 (28 jours)           | ,       |
| Ulysse      | 18 ans | Levallois-Perret    | 23 avril 2024 | Éliminé par le public le 10 mai 2024 (17 jours)                | [ 27 ]  |
| Maxime      | 23 ans | Waterloo            | 23 avril 2024 | Éliminé par le public le 3 mai 2024 (10 jours)                 | ,       |
| Bruno       | 36 ans | Le Plessis-Bouchard | 23 avril 2024 | Éliminé par les habitants le 26 avril 2024 (3 jours)           | ,       |

## Secrets
| Secret                                                     | Candidat    | Découvreur                   | Date de la découverte | Réf(s). |
| ---------------------------------------------------------- | ----------- | ---------------------------- | --------------------- | ------- |
| Je suis athlète aux prochains Jeux                         | Bruno       | Éliminé avant la découverte  | 26 avril 2024         | [ 34 ]  |
| Je suis champion international de magie                    | Maxime      | Éliminé avant la découverte  | 3 mai 2024            |         |
| Nous sommes en couple                                      | Charlène    | Lou                          | 27 avril 2024         | ,       |
| Nous sommes en couple                                      | Francesca   | Lou                          | 27 avril 2024         | ,       |
| Le public m’a découvert dans la saison 1 de Secret Story   | Ulysse      | Éliminé avant la découverte  | 10 mai 2024           |         |
| Je suis la voix française du plus célèbre sorcier du monde | Kelyan      | Maxence (moitié)             | 10 juin 2024          |         |
| Je suis la voix française du plus célèbre sorcier du monde | Kelyan      | Révélé par lui-même (moitié) | 14 juin 2024          |         |
| Nous sommes les voleurs de la maison                       | Perrine     | Léo                          | 11 juin 2024          |         |
| Nous sommes les voleurs de la maison                       | Maxence     | Léo                          | 11 juin 2024          |         |
| Je suis le créateur de « Quoicoubeh »                      | Cameron     | Éliminé avant la découverte  | 24 mai 2024           |         |
| J'ai été abandonné dans une gare à l'âge de 4 ans          | Alexis (en) | Zoé                          | 22 mai 2024           |         |
| Nous ne sommes pas jumeaux                                 | Lou         | Charlène                     | 13 mai 2024           |         |
| Nous ne sommes pas jumeaux                                 | Léo         | Charlène                     | 13 mai 2024           |         |
| Je suis rentrée dans la maison le deuxième jour            | Justine     | Perrine                      | 5 juin 2024           |         |
| Je suis championne de France de danse latine               | Cassandra   | Éliminée avant la découverte | 21 mai 2024           |         |
| J'ai participé à Miss Univers                              | Zoé         | Maxime (moitié)              | 2 mai 2024            |         |
| J'ai participé à Miss Univers                              | Zoé         | Alexis (moitié)              | 5 juin 2024           |         |

### Nominations
| Semaine            | Nommés                                                                                                 | Éliminés              |
| ------------------ | --- | --------------------- |
| Semaine 1          | Alexis, Bruno, Cameron, Cassandra, Charlène, Francesca, Justine, Kelyan, Maxime, Perrine, Ulysse       | Bruno                 |
| Semaine 2          | Lou, Maxence, Maxime                                                                                   | Maxime                |
| Semaine 3          | Léo, Lou, Ulysse                                                                                       | Ulysse                |
| Semaine 4          | Qui doit rejoindre la pièce secrète ? Charlène, Justine, Lou, Zoé                                      | Lou                   |
| Semaine 5          | Alexis, Cameron, Cassandra, Charlène, Francesca, Justine, Kelyan, Léo, Maxence, Perrine, Zoé           | Cassandra             |
| Semaine 5          | Alexis, Cameron, Zoé                                                                                   | Cameron               |
| Semaine 6          | Charlène, Perrine / Francesca, Kelyan                                                                  | Charlène et Francesca |
| Semaine 7          | Alexis, Justine, Kelyan, Zoé                                                                           | Justine               |
| Semaine 8          | Qui souhaitez-vous éliminer de la Maison des Secrets ? Alexis, Kelyan, Léo, Lou, Maxence, Perrine, Zoé | Zoé                   |
| Semaine 8          | Qui voulez-vous sacrifier ? Kelyan, Léo, Lou, Maxence, Perrine                                         | Kelyan                |
| Semaine 8          | Léo, Perrine                                                                                           | Perrine               |
| Semaine 9 - Finale | Qui doit remporter Secret Story ? Alexis (49 %), Lou (41 %), Léo (7 %), Maxence (3 %)                  | Maxence, Léo, Lou     |

## Audiences

### Émission de lancement et finale
Le prime de lancement du 23 avril 2024 est appelé « Que le Jeu commence », et la finale du 18 juin 2024 est intitulée « Secret Story : la Finale ».
| Jour de diffusion                    | Téléspectateurs | Parts de marché sur les 4 ans et plus | PDM FRDA -50 | PDM 25-49 ans | Référence |
| ------------------------------------ | --------------- | ------------------------------------- | ------------ | ------------- | --------- |
| Mardi 23 avril 2024 23 h 30 - 2 h 35 | 783 000         | 20,6 %                                | 36,1 %       | 38,8 %        | [ 12 ]    |
| Mardi 18 juin 2024 23 h 25 - 1 h 40  | 509 000         | 11 %                                  | 16,5 %       | 17,6 %        | [ 37 ]    |

L'émission de lancement a captivé 36 % des femmes responsables des achats de moins de cinquante ans, 39 % des 25-49 ans, 46 % des 15-24 ans, 48 % des 4-14 ans, et 61 % des 15-34 ans. Elle a réalisé des scores supérieurs à la moyenne de la case, occupée auparavant par le divertissement Camille & Images, rassemblant en moyenne 10,8 % de l'ensemble des téléspectateurs. La finale a, de son côté, réalisé un score dans la moyenne de Camille & Images.
- Plus hauts chiffres d'audiences
- Plus bas chiffres d'audiences

### Émissions hebdomadaires
Pour cette saison 2024, les émissions hebdomadaires de deuxième partie de soirée, traditionnellement diffusées le vendredi, sont remplacées par une « Quotidienne : l'élimination » diffusée chaque vendredi à 17 h 30 sur TF1.
| Jour de diffusion                        | Téléspectateurs | Parts de marché sur les 4 ans et plus | Référence |
| ---------------------------------------- | --------------- | ------------------------------------- | --------- |
| Vendredi 26 avril 2024 17 h 30 - 18 h 30 | 916 000         | 9,8 %                                 | [ 39 ]    |
| Vendredi 3 mai 2024 17 h 30 - 18 h 30    | 956 000         | 10,7 %                                | [ 40 ]    |
| Vendredi 10 mai 2024 17 h 30 - 18 h 30   | 835 000         | 10,7 %                                | [ 41 ]    |
| Vendredi 17 mai 2024 17 h 30 - 18 h 30   | 874 000         | 10,1 %                                | [ 42 ]    |
| Vendredi 24 mai 2024 17 h 30 - 18 h 30   | 1 011 000       | 11,6 %                                | [ 43 ]    |
| Vendredi 31 mai 2024 17 h 30 - 18 h 30   | 926 000         | 10,1 %                                | [ 44 ]    |
| Vendredi 7 juin 2024 17 h 30 - 18 h 30   | 951 000         | 10,6 %                                | [ 45 ]    |
| Vendredi 14 juin 2024 17 h 30 - 18 h 30  | 940 000         | 10,2 %                                | [ 46 ]    |
| Moyenne de la saison                     | 926 000         | 10,5 %                                |           |

- Plus hauts chiffres d'audiences
- Plus bas chiffres d'audiences

### ÉmissionsAfter Secret
La « Quotidienne : l'élimination » est suivie d'un After diffusé chaque vendredi à 19 h sur TFX.
| Jour de diffusion                      | Téléspectateurs | Parts de marché sur les 4 ans et plus | Référence |
| -------------------------------------- | --------------- | ------------------------------------- | --------- |
| Vendredi 3 mai 2024 18 h 50 - 20 h 5   | 271 000         | 1,8 %                                 | [ 40 ]    |
| Vendredi 10 mai 2024 18 h 50 - 20 h 5  | 272 000         | 2 %                                   | [ 41 ]    |
| Vendredi 17 mai 2024 18 h 50 - 20 h 5  | 314 000         | 2,2 %                                 | [ 42 ]    |
| Vendredi 24 mai 2024 18 h 50 - 20 h 5  | 296 000         | 2 %                                   | [ 43 ]    |
| Vendredi 31 mai 2024 18 h 50 - 20 h 5  | 289 000         | 1,9 %                                 | [ 44 ]    |
| Vendredi 7 juin 2024 18 h 50 - 20 h 5  | 269 000         | 1,9 %                                 | [ 45 ]    |
| Vendredi 14 juin 2024 18 h 50 - 20 h 5 | 231 000         | 1,6 %                                 | [ 47 ]    |
| Moyenne de la saison                   | 277 000         | 1,9 %                                 |           |

- Plus hauts chiffres d'audiences
- Plus bas chiffres d'audiences

### Émissions quotidiennes
La quotidienne est diffusée du lundi au vendredi à 17 h 30 et le samedi à 17 h 15 sur TF1.
| Jour de diffusion                           | Téléspectateurs   | Parts de marché sur les 4 ans et plus | Référence |
| ------------------------------------------- | ----------------- | ------------------------------------- | --------- |
| Mercredi 24 avril 2024 17 h 30 - 18 h 30    | 992 000           | 10,8 %                                | [ 49 ]    |
| Jeudi 25 avril 2024 17 h 30 - 18 h 30       | 1 050 000         | 11,8 %                                | [ 50 ]    |
| Vendredi 26 avril 2024 17 h 30 - 18 h 30    | 916 000           | 9,8 %                                 | [ 51 ]    |
| Moyenne de la semaine                       | 986 000           | 10,8 %                                |           |
| Samedi 27 avril 2024 17 h 15 - 18 h 30      | 1 045 000         | 10,7 %                                | [ 48 ]    |
| Lundi 29 avril 2024 17 h 30 - 18 h 30       | 866 000           | 9,4 %                                 | [ 52 ]    |
| Mardi 30 avril 2024 17 h 30 - 18 h 30       | 843 000           | 10 %                                  | [ 53 ]    |
| Mercredi 1er mai 2024 17 h 30 - 18 h 30     | 934 000           | 8,7 %                                 | [ 54 ]    |
| Jeudi 2 mai 2024 17 h 30 - 18 h 30          | 908 000           | 9,6 %                                 | [ 55 ]    |
| Vendredi 3 mai 2024 17 h 30 - 18 h 30       | 956 000           | 10,7 %                                | [ 40 ]    |
| Moyenne de la semaine                       | 926 000           | 9,6 %                                 |           |
| Samedi 4 mai 2024 17 h 15 - 18 h            | 711 000           | 8,4 %                                 | [ 56 ]    |
| Lundi 6 mai 2024 17 h 30 - 18 h 30          | 978 000           | 10,5 %                                | [ 57 ]    |
| Mardi 7 mai 2024 17 h 30 - 18 h 30          | 851 000           | 9,6 %                                 | [ 38 ]    |
| Mercredi 8 mai 2024 19 h 5 - 20 h 5 sur TFX | 282 000           | 1,7 %                                 | [ 58 ]    |
| Jeudi 9 mai 2024 17 h 30 - 18 h 30          | 687 000           | 8,5 %                                 | [ 59 ]    |
| Vendredi 10 mai 2024 17 h 30 - 18 h 30      | 835 000           | 10,7 %                                | [ 41 ]    |
| Moyenne de la semaine                       | 812 000 (724 000) | 9,5 % (8,2 %)                         |           |
| Samedi 11 mai 2024 17 h 15 - 18 h           | 597 000           | 8,4 %                                 | [ 60 ]    |
| Lundi 13 mai 2024 17 h 30 - 18 h 30         | 975 000           | 11,7 %                                | [ 61 ]    |
| Mardi 14 mai 2024 17 h 30 - 18 h 30         | 927 000           | 10 %                                  |           |
| Mercredi 15 mai 2024 17 h 30 - 18 h 30      | 859 000           | 9,6 %                                 |           |
| Jeudi 16 mai 2024 17 h 30 - 18 h 30         | 1 055 000         | 11,9 %                                | [ 62 ]    |
| Vendredi 17 mai 2024 17 h 30 - 18 h 30      | 874 000           | 10,1 %                                | [ 42 ]    |
| Moyenne de la semaine                       | 881 000           | 10,3 %                                |           |
| Samedi 18 mai 2024 17 h 15 - 18 h           | 791 000           | 9,9 %                                 | [ 63 ]    |
| Lundi 20 mai 2024 17 h 30 - 18 h 30         | 1 086 000         | 10,3 %                                |           |
| Mardi 21 mai 2024 17 h 30 - 18 h 30         | 922 000           | 10,5 %                                | [ 64 ]    |
| Mercredi 22 mai 2024 17 h 30 - 18 h 30      | 920 000           | 10,6 %                                | [ 65 ]    |
| Jeudi 23 mai 2024 17 h 30 - 18 h 30         | 864 000           | 10,4 %                                | [ 66 ]    |
| Vendredi 24 mai 2024 17 h 30 - 18 h 30      | 1 011 000         | 11,6 %                                | [ 43 ]    |
| Moyenne de la semaine                       | 932 000           | 10,6 %                                |           |
| Samedi 25 mai 2024 17 h 15 - 18 h           | 625 000           | 6,8 %                                 | [ 67 ]    |
| Lundi 27 mai 2024 17 h 30 - 18 h 30         | 1 031 000         | 9,8 %                                 |           |
| Mardi 28 mai 2024 17 h 30 - 18 h 30         | 988 000           | 11 %                                  | [ 68 ]    |
| Mercredi 29 mai 2024 17 h 30 - 18 h 30      | 991 000           | 10,6 %                                | [ 69 ]    |
| Jeudi 30 mai 2024 17 h 30 - 18 h 30         | 917 000           | 10,3 %                                | [ 70 ]    |
| Vendredi 31 mai 2024 17 h 30 - 18 h 30      | 926 000           | 10,1 %                                | [ 44 ]    |
| Moyenne de la semaine                       | 913 000           | 9,8 %                                 |           |
| Samedi 1er juin 2024 17 h 15 - 18 h         | 640 000           | 7,4 %                                 | [ 71 ]    |
| Lundi 3 juin 2024 17 h 30 - 18 h 30         | 961 000           | 10,9 %                                | [ 72 ]    |
| Mardi 4 juin 2024 17 h 30 - 18 h 30         | 797 000           | 9,8 %                                 | [ 73 ]    |
| Mercredi 5 juin 2024 17 h 30 - 18 h 30      | 907 000           | 10,7 %                                | [ 74 ]    |
| Jeudi 6 juin 2024 19 h 5 - 20 h 5 sur TFX   | 360 000           | 2,4 %                                 | [ 75 ]    |
| Vendredi 7 juin 2024 17 h 30 - 18 h 30      | 951 000           | 10,6 %                                | [ 45 ]    |
| Moyenne de la semaine                       | 851 000 (769 000) | 9,9 %(8,6 %)                          |           |
| Samedi 8 juin 2024 17 h 15 - 18 h           | 717 000           | 8,9 %                                 | [ 76 ]    |
| Lundi 10 juin 2024 17 h 30 - 18 h 30        | 1 010 000         | 10,4 %                                | [ 77 ]    |
| Mardi 11 juin 2024 17 h 30 - 18 h 30        | 964 000           | 11 %                                  | [ 78 ]    |
| Mercredi 12 juin 2024 17 h 30 - 18 h 30     | 911 000           | 10,2 %                                | [ 79 ]    |
| Jeudi 13 juin 2024 17 h 30 - 18 h 30        | 984 000           | 11,4 %                                | [ 80 ]    |
| Vendredi 14 juin 2024 17 h 30 - 18 h 30     | 940 000           | 10,2 %                                | [ 46 ]    |
| Moyenne de la semaine                       | 921 000           | 10,4 %                                |           |
| Samedi 15 juin 2024 17 h 15 - 18 h          | 688 000           | 7,8 %                                 | [ 81 ]    |
| Lundi 17 juin 2024 17 h 30 - 18 h 30        | 827 000           | 9,1 %                                 | [ 82 ]    |
| Mardi 18 juin 2024 17 h 30 - 18 h 30        | 925 000           | 10,2 %                                | [ 83 ]    |
| Moyenne de la semaine                       | 813 000           | 9 %                                   |           |
| Moyenne de la saison                        | 893 000 (874 000) | 10 %(9,7 %)                           |           |

Antérieurement, la case est occupée par la rediffusion et un épisode inédit du docu-réalité Familles nombreuses : la vie en XXL. À titre de comparaison, ce programme réunit les 25 et 26 mars 2024, soit un mois avant le lancement de Secret Story, respectivement 849 000 et 785 000 téléspectateurs, soit 8,3 % de part de marché sur les 4 ans et plus entre 17 h 30 et 18 h 30.
- Plus hauts chiffres d'audiences
- Plus bas chiffres d'audiences